# Caligramas (Apollinaire)
Calligrammes, subtitulado Poèmes de la paix et de la guerre 1913-1916, es una colección de poemas de Guillaume Apollinaire, publicada en 1918. Calligramas se caracteriza por la forma de la tipografía y la disposición espacial de las palabras sobre las páginas, que juegan un papel tan importante como las propias palabras en el significado del poema. En este sentido, la colección puede verse como poesía concreta o poesía visual. Apollinaire describió su trabajo como sigue:

Los Calligramas son una idealización de la poesía de verso libre y de la precisión tipográfica, en una era en que la tipografía está alcanzando un brillante final en su carrera, por la llegada de nuevos medios de reproducción, como el cine y el fonógrafo
Guillaume Apollinaire, en una carta a André Billy